# Waldemar Berdyga
Waldemar Berdyga (ur. 2 stycznia 1941 w Bolęcinie, zm. 21 listopada 2006) – polski działacz partyjny i państwowy, inżynier rolnictwa, w latach 1981–1989 I sekretarz Komitetu Wojewódzkiego PZPR w Suwałkach.

## Życiorys
Syn Jana i Janiny. Absolwent Wyższej Szkoły Rolniczej w Olsztynie. Należał do Związku Młodzieży Wiejskiej, był sekretarzem okręgowej rady studenckiej i od 1962 do 1964 wiceszefem zarządu wojewódzkiego ZMW. Pracował jako dyrektor Kombinatu PGR w Biskupcu Reszelskim (1969–1974) i dyrektor SKR w Giżycku (1975–1981).
W 1961 wstąpił do Polskiej Zjednoczonej Partii Robotniczej, początkowo był sekretarzem Komitetu Uczelnianego PZPR. Zajmował stanowiska sekretarza rolnego Komitetu Powiatowego w Biskupcu (1966–1969), członka Wojewódzkiej Komisji Rewizyjnej Komitetu Wojewódzkiego w Olsztynie (1968–1970) oraz sekretarza rolnego KP w  Giżycku (1974–1975). Od 25 czerwca 1981 do lipca 1989 pełnił funkcję I sekretarza Komitetu Wojewódzkiego PZPR w Suwałkach. Od 1986 należał do Centralnej Komisji Kontrolno-Rewizyjnej Komitetu Centralnego partii. W 1988 przeszedł na rentę (pozostając na funkcjach partyjnych). Przez kilka kadencji zasiadał także w Wojewódzkiej Radzie Narodowej w Suwałkach. W III RP związany z Sojuszem Lewicy Demokratycznej, z jego listy w 2002 i 2006 wybierano go do rady powiatu giżyckiego. Zmarł dziewięć dni po wyborach z 2006.